# 回風亭
回風亭位於四川省巴中市巴州區，文物遺址年代判定為1926年。2007年6月1日公佈為四川省第七批文物保護單位。